# La Forêt-le-Roi
La Forêt-le-Roi  [la foʁɛ lǝ ʁwa] je francouzská obec v jihozápadní části metropolitní oblasti Paříže ve Francii v departmentu Essonne a regionu Île-de-France. Od centra Paříže je vzdálena 47 km.

## Geografie
Sousední obce: Les Granges-le-Roi, Roinville, Boissy-le-Sec, Richarville a Boutervilliers.

## Vývoj počtu obyvatel
Počet obyvatel